# 直指流 (豊後府内藩)
直指流（じきしりゅう）は、江戸時代につくられた剣道の流派である。

## 概要
直指流は、始祖の山中平内重政にはじまる。二世の長谷川十郎左衛門紀隆より広く世に知られ、豊後岡藩へ。そして、豊後岡藩の小嶋傳平（改名、濱惣右衛門）より豊後府内藩に伝承された古流である。

## 系譜
- 始祖は山中平内重政である。慶長10年（1605年）頃に出生。剣術修業のため諸国を回り諸家の流儀を探究したが、身心叶わざる処より、なお丹波水口の山中に山居し剣術修業の道を工夫し直指流を編み出した。老年になり山崎に閑居し、夢庵と号した。享年93[1]。
- 二世・長谷川十郎左衛門紀隆は、山中平内の門弟として達人になり命下を譲られた。中年の頃、阿州藩、摂津麻田藩の指南役を務め、その後大阪に住み、門弟多くそのうち剣術免許を受けた主な者は、大阪玉造天満与力の坂部恒之烝、三宅傳十郎、馬場泰良、それに豊後岡藩の堀加治衛門、田近十左衛門である。老年になり石連寺村に閑居し享保の初め死去。享年78[1]。
- 直指流（豊後岡藩）では、堀加治衛門より小嶋傳平、桂左門、谷澤太、それに田近十左衛門より横田紋三郎、柳原喜平太、足立兵治が剣術免許を受けた[1]。
- 直指流（豊後府内藩）は、寛保のころ、豊後岡藩の小嶋傳平（改名、濱惣右衛門）より木戸民右衛門、高橋丈右衛門が剣術免許を受けた。以後、継承者は二代目木戸孫九郎周昌、三代目木戸孫九郎周恒、四代目木戸恕輔周保、五代目中尾直勝と続いた[1]。

## 伝授
- 始祖山中平内重政の直指流28流と要とする処の15柄の剣格を選んだ兵書[2]。
- 品柄勝負理合九ケ相分申書 1冊、兵法指南弟子取立書 1冊、直指表1冊、諸流要トスル処ノ十五柄ノ剣格様所口傳書1冊、右大刀遣い片ニ付テ入身勝身遅速ノ論 1冊、直指極意 1冊、試合勝身ノ業理合直指極意 1冊、真ノ目付真ノ勝負併セ手向心術ニ凡九ケ傳アリ[2]。
- 妙薬の伝授、目ノ負傷、組打チ骨ウズキ、竹刀突キ打撲、打切リ傷、タン、セキ[2]。

## 逸話
- 山中平内重政は身の丈6尺余りの偉丈夫であったという。また山中鹿之助の子なりとあるが、その資料は見当たらない[1]。
- 長谷川十郎左衛門紀隆は浅野家家臣志摩の子。禄高1万石の志摩氏は肥前島原の乱で武功をあげたが、恩賞不足のため浅野家を退出し、先の知行1万石で紀州徳川家に召抱えられた。ところが、浅野家より数度にわたり抗議を受けた。そのため志摩は事変を避け、節義にせまり切腹した。その節、妻を京都の親木村弧月に引き取らせ、十郎左衛門の出生となった。十郎左衛門は晩節、紀州より召抱えの沙汰あるも辞退した。それは尊師山中平内の遺言であったといわれている。また、十郎左衛門は多くの門弟に慕われ、特に坂部恒之烝には一生不自由なく身つづけられ死後も懇ろに弔われたという[1]。
- 1860年（万延元年）、岡田以蔵は武市瑞山に従って、中国、九州で武術修行する。その途中、豊後岡藩で武市と別れ、以蔵のみ岡藩にとどまって直指流剣術を学ぶ。
- 直指流（豊後府内藩）の中尾直勝は神道無念流柴江運八郎とともに各地遍歴の途中、1888年（明治21年）8月13日徳島県下助任上田邸において、津田一伝流津田一敬及び津田一伝流兼自得真刀流上田省吾、同梶村文市、同長江亀太郎と他流試合を行った記録がある[3]。1915年（大正4年）、大日本武徳会本部において、中尾直勝は御前試合に出場した[4]。